# La Feuillade
La Feuillade är en kommun i departementet Dordogne i regionen Nouvelle-Aquitaine i sydvästra Frankrike. Kommunen ligger i kantonen Terrasson-Lavilledieu som tillhör arrondissementet Sarlat-la-Canéda. År 2022 hade La Feuillade 797 invånare.

## Befolkningsutveckling
Antalet invånare i kommunen La Feuillade
Referens:INSEE